# Mojca Derčar
Mojca Derčar, nekdanja slovenska rokometašica, * 16. avgust 1974, Novo mesto.
Derčarjeva je leta 2004 s slovensko žensko rokometno reprezentanco nastopila na Evropskem prvenstvu na Madžarskem.
Z reprezentanco je osvojila bronasto medaljo na Sredozemskih igrah 2001 v Tunisu.